# 萨莉·皮尔逊
萨莉·皮尔逊，OAM（旧姓麦克莱伦，1986年9月19日—）生于悉尼，是一名澳大利亚田径运动员。主攻短跑和短距离跨栏项目。她曾获得2008年北京奥运女子100米栏银牌和2012年伦敦奥运女子100米栏金牌。除此之外，她还是2011年和2017年田径世锦赛该项目的冠军得主，同时也是该项目大洋洲纪录保持者。

## 运动生涯
皮尔逊八岁时移居至昆士兰州Birdsville，后来移居至黄金海岸，她的田径天赋在那里被她的启蒙教练Sharon Hannan发掘。2001年，年仅14岁的她获得了澳大利亚青年锦标赛的女子100米跨栏和90米跨栏冠军。2003年，她在加拿大舍布鲁克进行的世界青少年田径锦标赛上完成了自己的国际赛场首秀，在该届赛事中，她获得了女子100米栏金牌。不久后，她便入选2003年世界田径锦标赛澳大利亚代表团阵容，参加女子4×100米接力比赛。
皮尔逊参加过两届奥运，分别是2008年北京奥运和2012年伦敦奥运。在个人的第一次奥运之旅中，她出战女子100米栏项目，决赛中，她以0.1秒之差不敌美国选手唐·哈珀，收获亚军。四年后的伦敦奥运，她再次出战同一项目，决赛中，她一开始领先，但之后被卫冕冠军哈珀追上，两人竞争激烈，最终皮尔逊以12秒35的破奥运纪录成绩，以0.02秒的微弱优势力压哈珀，成功夺冠。她原定参加2016年里约奥运，然而她在开赛一个多月前的一次训练中腿筋受伤，最终被迫退赛。
自2003年第一次参加世锦赛以来，皮尔逊一共参加了六届世锦赛。2007年，她第一次获得世锦赛个人项目的参赛资格，在该届比赛期间，她闯入了100米和100米栏两个项目的半决赛。2009年柏林世锦赛，她在唯一的参赛项目女子100米栏上闯入决赛，在个人生涯的第一次世锦赛决赛中，她排名第五。两年后的大邱世锦赛，她以12秒28的历史前四成绩打破女子100米栏世锦赛纪录，成功夺得个人首个世锦赛冠军。2013年莫斯科世锦赛，她在100米栏决赛中以0.06秒之差不敌美国选手布丽安娜·罗林斯，无缘卫冕。四年后的伦敦世锦赛，重回国际主要赛事的她在女子100米栏决赛中跑出了12米59，最终以0.04秒的微弱优势，击败哈珀，获得个人第二个世锦赛冠军。皮尔逊在运动生涯期间缺席了2005年和2015年两届世锦赛，其中2015年，她在一次比赛中不慎跌倒，导致左前臂及手腕受伤，她也因此不得不放弃该赛季后续的所有比赛，包括该年的世锦赛。
皮尔逊一共参加了三届英联邦运动会。2006年，她首次参加该赛事，在女子100米栏决赛中，她在一次跨栏中不慎跌倒，最终被取消成绩，尽管主项无缘奖牌，她还是在后面进行的女子4×100米接力项目中联同队友摘得铜牌。2010年和2014年的赛事，她连续两届都在女子100米栏项目中夺冠。2018年，她原定参加女子100米栏和4×100米接力两个小项，但最终因为跟腱受伤而被迫放弃参赛。尽管未能出战在家乡进行的大赛，她仍被选为该届赛事的最后一棒火炬手。
2019年8月5日，皮尔逊宣布退役，她称自己16年的运动生涯有趣且刺激，然而她的身体条件不再允许她继续下去。皮尔逊在职业生涯所参加的最后一项国际主要赛事是2019年世界接力赛。